# 시드니 페리
시드니 페리(영어: Sydney Ferries)는 오스트레일리아 뉴사우스웨일스주 시드니의 페리 교통 체계이다.

## 노선
시드니 페리는 아래의 9개 노선에서 서비스를 운영한다.
- F1 맨리 (자세히)
- F2 타롱가 동물원 (자세히)
- F3 파라마타강 (자세히)
- F4 피어몬트만 (자세히)
- F5 뉴트럴만 (자세히)
- F6 모스만만 (자세히)
- F7 더블만 (자세히)
- F8 코카투섬 (자세히)
- F9 왓슨스만 (자세히)

## 선박
| 등급        | 사진 | 선박 대수 | 제작 연도 | 정원   | 경로               |
| ----------- | ---- | --------- | --------- | ------ | ------------------ |
| 프레시워터  |      | 4         | 1982-88년 | 1100명 | F1                 |
| 퍼스트 플릿 |      | 9         | 1984-86년 | 393명  | F2, F4, F5, F6, F7 |
| 리버캣      |      | 7         | 1992-95년 | 230명  | F3                 |
| 하버캣      |      | 2         | 1998년    | 150명  | F3, F4, F5, F6     |
| 슈퍼캣      |      | 4         | 2000-01년 | 250명  | F7                 |
| 에메랄드    |      | 9         | 2017-21년 | 400명  | F1, F4, F5, F6, F7 |
| 리버        |      | 10        | 2020년    |        | F3, F4, F5, F6     |

## 운임
시드니 페리는 오팔 카드 시스템을 사용한다. 오팔 카드는 지하철, 기차, 버스, 경전철 체계에서도 유효하지만, 특수한 경우에는 별도의 요금이 적용된다. 아래의 표는 오팔 카드 운임에 관련된 표다.
| 2021년 7월 5일 기준                                  | 9km 미만 | 9km 이상 |
| 성인 - 카드, 비접촉식                                | $ 6.21   | $ 7.76   |
| 그 외 카드                                           | $ 3.1    | $ 3.88   |
| 성인 단독 여행용                                     | $ 7.6    | $ 9.4    |
| 어린이/청소년 단독 여행용                            | $ 3.8    | $ 4.7    |
| 버스 및 경전철 운임은 뉴캐슬 스톡톤 페리만 적용된다. |          |          |